# Giacomo da Campli

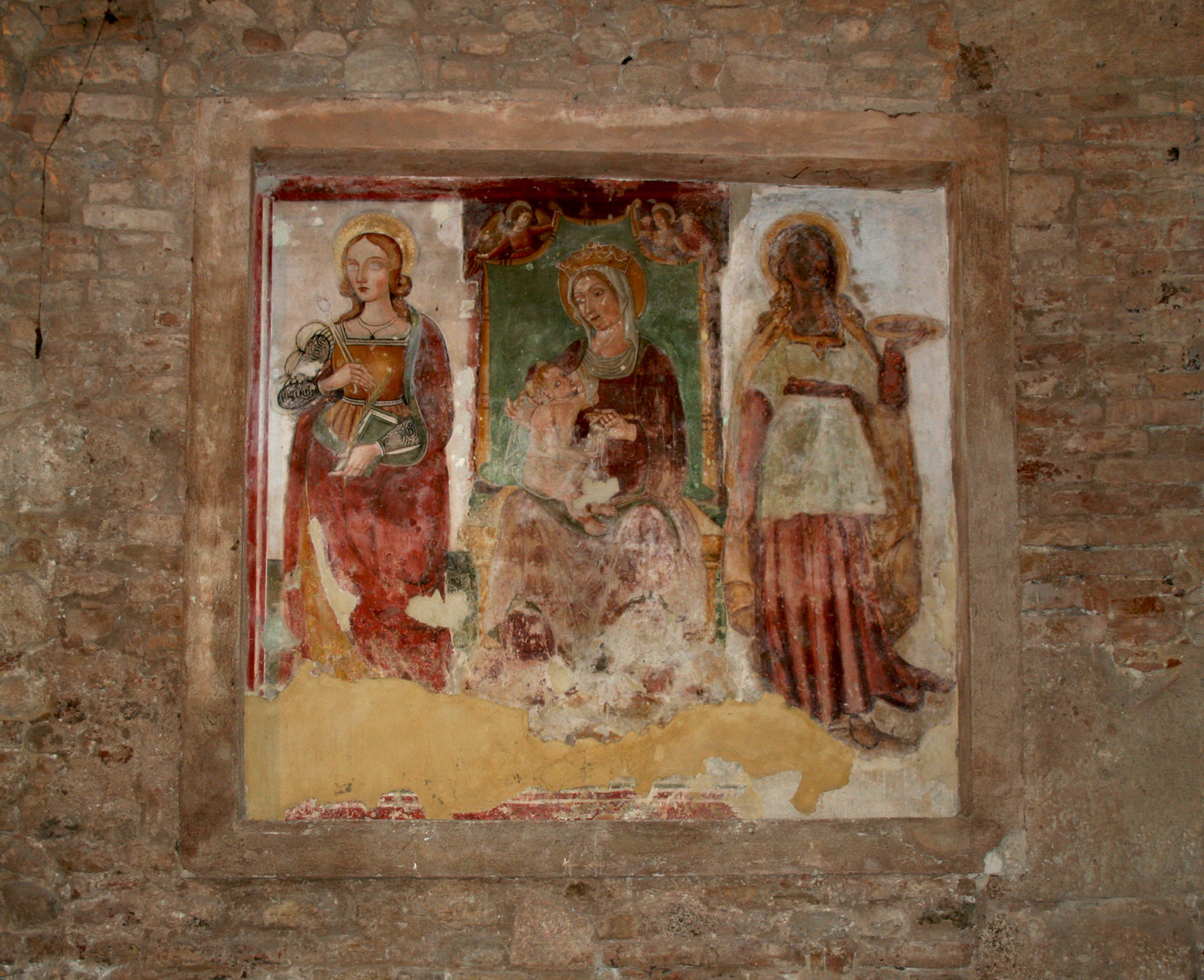
Chiesa di Sant'Anna dei Pompetti di Teramo, interno, affresco della Madonna del Latte

Giacomo da Campli (Campli, 1420 circa – 1492?) è stato un pittore italiano.

## Biografia
Fu attivo soprattutto a Campli (da cui proviene l'appellativo) ma anche a Teramo, ad Offida e nel chietino.
La sua fama fu offuscata da Andrea De Litio, attivo nel teramano soprattutto ad Atri sede del ducato, al quale venivano commissionate le opere più importanti.
Nel 1461 gli fu commissionata dalla municipalità di Ripatransone la decorazione della cappella di San Vincenzo nella chiesa di San Domenico. Nel 1479 Giacomo riceveva 12 lire in aggiunta a 15 fiorini pattuiti per un'opera nella cappella di Ripatransone in "Platea"; per Ripatransone realizzò anche un affresco della Madonna del Latte, presso il portico del palazzo comunale (1461). Per la chiesa di San Francesco realizzò nel 1466 gli affreschi delle "Storie della Passione di Cristo", ora esposte nella pinacoteca comunale, poi il ciclo delle "Storie della Vergine Maria e di Cristo con Santi" per l'abbazia di Santa Vittoria in Matenano, presso il cappellone (1471).
Di autore incerto, ma attribuite a Giacomo di Campli, sono le lunette con la Vergine con la Madonna e i Santi presso il santuario della Madonna delle Grazie di Teramo, e sempre per la stessa città una Madonna presso la chiesa della Madonna della Misericordia, nonché affreschi della cappella di Santa Croce della chiesa madre di Patrignone di Montalto: la Dormitio Verginis e scene della vita di Cristo: Natività, Adorazione (1459).

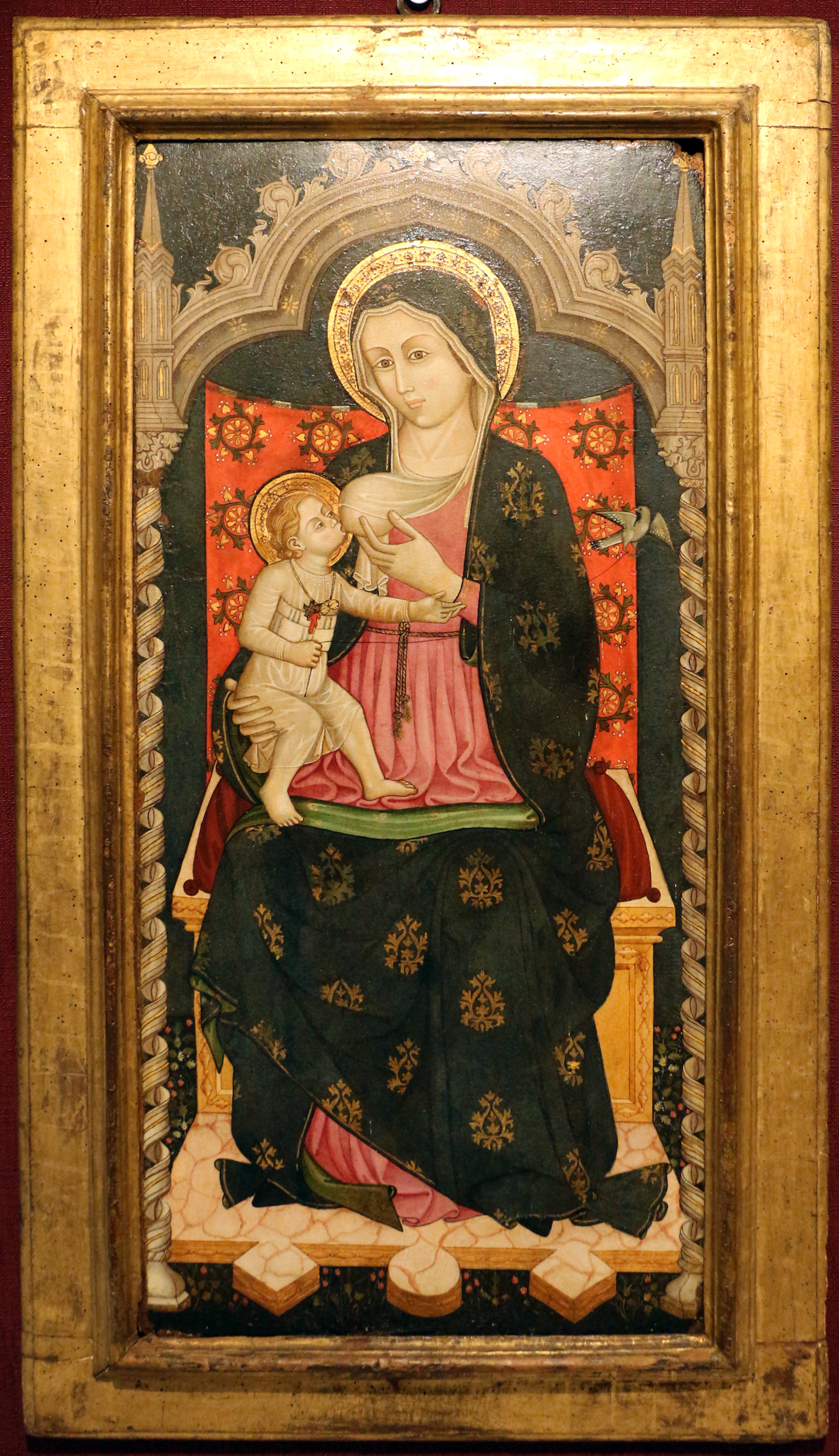
Madonna del Latte, chiesa collegiata di Santa Maria in Platea, Campli

La critica ha cercato di individuare altre committenze abruzzesi a Giacomo da Campli, le cui opere sono confondibili con il conterraneo Matteo di Campli; dopo il periodo marchigiano, Giacomo aveva assimilato il rinascimento umbro di Bartolomeo do Tommaso e Paolo da Visso, caratteristica di riconoscimento è una U fra le sopracciglia, una sorta di marchio d'autore usato da Giacomo per distinguersi da autori a lui contemporanei che dipingevano alla stessa maniera. Giacomo tuttavia usò uno stile rinascimentale che tende all'arcaizzante, con effetti lievemente grotteschi per la profondità chiaroscurale dello spazio in cui inserisce i personaggi come nell'affresco della Madonna del Latte in Sant'Anna, presso Teramo.

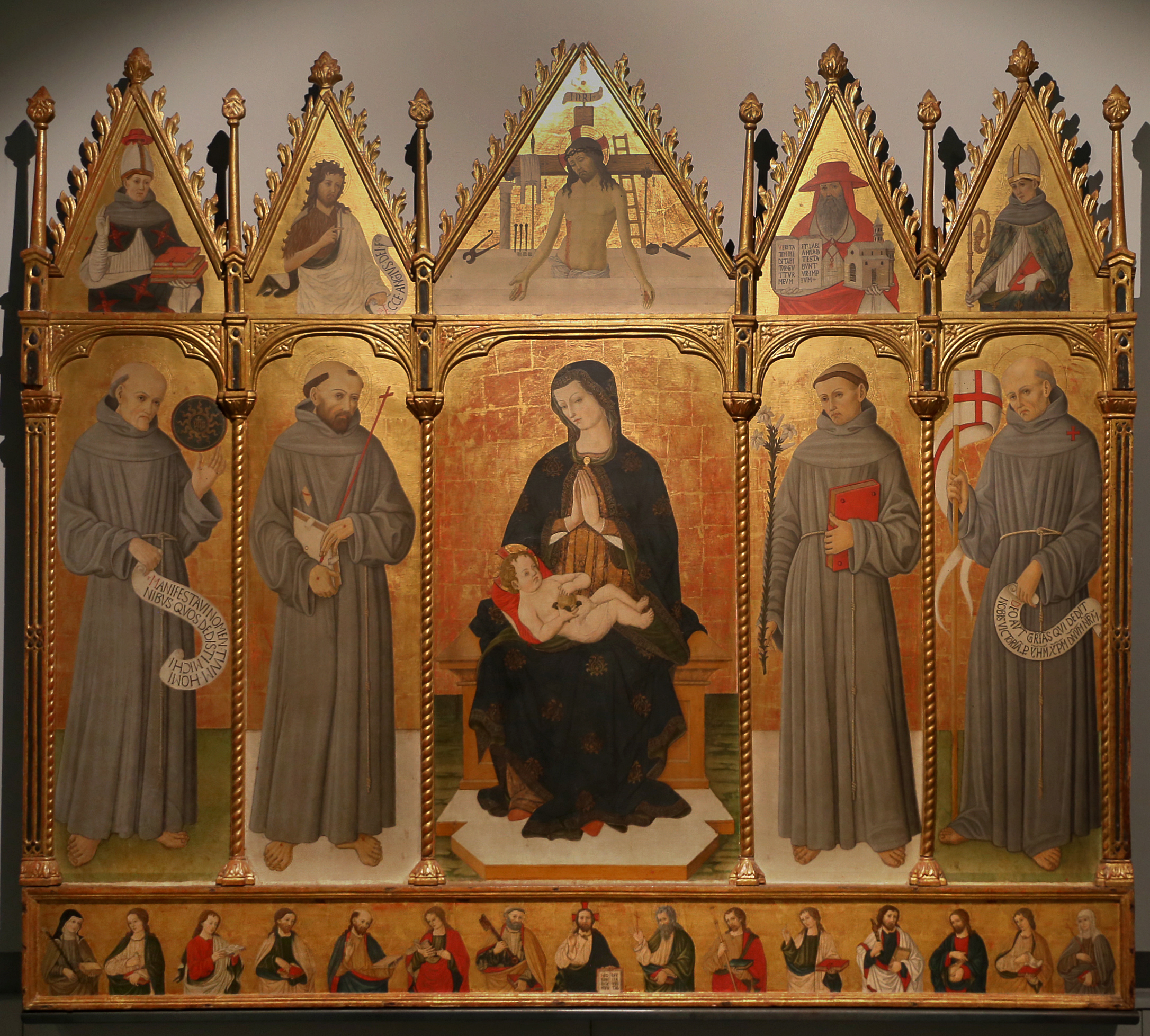
Polittico del convento di Capestrano (1482) conservato nel Museo Nazionale d'Abruzzo, L'Aquila; per alcuni appartiene uno sconosciuto "maestro dei Polittici Crivelleschi"

Per Visso Giacomo realizzò l'affresco dell'Eterno Padre tra angeli con Sant'Agostino e San Nicola da Tolentino,  e in basso la rappresentazione del Compianto sul Cristo morto della Vergine; l'affresco si trova nel museo diocesano del paese. Per la sua patria Campli, Giacomo realizzò la Madonna in Trono che allatta il Bambino, una pala d'altare molto ben elaborata, conservata nella chiesa collegiata di Santa Maria in Platea. Sempre per Campli realizzò il ciclo di affreschi della chiesa di San Giovanni a Porta Oriente, presso borgo Castelnuovo.
Per Ortona, nel chietino, realizzò il Puer Doloris, affresco conservato nel Museo Capitolare della cattedrale. Alcuni vogliono che anche a Guardiagrele, l'affresco della Madonna del Latte sul portico settentrionale della cattedrale sia di Giacomo di Campli, mentre altri lo attribuiscono ad Andrea De Litio, che realizzò per il portico meridionale l'affresco gigante del San Cristoforo pellegrino.
Di questo pittore si ricordano il Polittico del Melograno depositato alla Museo Civico di Teramo, la Madonna con il Puer Doloris ospitato al Museo capitolare di Ortona, la Madonna in trono che allatta il piccolo Gesù ospitato nella chiesa di Santa Maria in Platea a Campli. Sue opere sono anche a L'Aquila, al Museo nazionale d'Abruzzo. Per le opere aquilane c'è stata anche una disputa di attribuzione delle sue opere, poiché confuso con lo sconosciuto Maestro dei Polittici Crivelleschi.